# 지구 영웅 번개맨
《지구 영웅 번개맨》은 EBS 1TV에서 방영된 어린이 프로그램이며 2025년 5월 10일부터 8월 30일까지 방영되고 있고, 2025년 봄 개편을 맞아 딩동댕 딩동댕 코너로 변경되었다. 다만 토요일에도 따로 분리 편성하여 방송을 내보내고 있는 중이다.

## 프로그램 소개
"번개 파워! 빨리 번개보석을 찾아야 해"
가시별 악당 '따가왕' 과 전투를 벌이던 번개맨!
치열한 전투 끝에 따가왕을 봉인하지만, 번개보석검 속 보석들이 사라져 버린다.
그리고 그때, 번개유치원 '천둥', '도영', '빛나', '우주', '강'의 집에 생겨나는 번개보석?!
"친구들! 난 너희들의 새로운 선생님, 한번개라고 해!"
번개보석을 되찾기 위해 번개유치원에 '한번개 선생님' 으로 변신해서 일하게 된 번개맨!
한편, 따가왕은 힘을 되찾기 위해, 가시별 악당 아차, 아차차와 함께 괴물을 만들어낸다.
과연 번개맨은 번개보석을 되찾고, 따가왕으로부터 평화를 지킬 수 있을까?

## 방송 시간
| 방송 채널 | 방송 기간              | 방송 시간                                  | 방송 분량 |
| --------- | ---------------------- | ------------------------------------------ | --------- |
| EBS 1TV   | 2025년 5월 10일 ~ 현재 | 매주 토요일 아침 8:45 ~ 오전 9:00 (본방)   | 14분      |
| EBS 1TV   | 2025년 5월 10일 ~ 현재 | 매주 토요일 아침 8:30 ~ 8:45 (재방)        | 14분      |
| EBS 1TV   | 2025년 5월 8일 ~ 현재  | 매주 목요일 아침 8:30 ~ 8:45 (전주재방)    | 14분      |
| EBS 1TV   | 2025년 5월 14일 ~ 현재 | 매주 수요일 아침 8:10 ~ 8:25 (본방)        | 14분      |
| EBS 2TV   | 2025년 5월 13일 ~ 현재 | 매주 화요일 저녁 7:45 ~ 밤 8:10 (본방)     | 14분      |
| EBS 2TV   | 2025년 5월 16일 ~ 현재 | 매주 금요일 오전 11:30 ~ 오후 12:10 (재방) | 14분      |
| EBS 2TV   | 2025년 5월 18일 ~ 현재 | 매주 일요일 오전 10:15 ~ 11:30 (삼방)      | 14분      |

## 캐릭터 소개
- 번개맨 (= 한번개) (배우 : 허만)

번개맨의 영웅, 하지만 지금은 유치원 선생님?

### 악당 빌런
- 따가왕

가시별의 대마왕, 하지만 지금은 콩알만 한 악당?
- 아차, 아차차[6]

따가왕의 충성스러운(?) 부하, 때로는 최고, 때로는 최악의 콤비!

### 번개유치원 친구들
- 천둥이 (배우 : 전민우)
- 왕빛나 (배우 : 홍율아)
- 차도영 (배우 : 정민준)
- 강우주 (배우 : 유리엘)
- 최강 (배우 : 박지오)

### 선생님 소개
- 팽원장 (원장 선생님) (배우 : 이선)

마지막 남은 5명의 원아! 그러나 끝까지 번개유치원을 지키는 사명감 투철한 원장샘!
- 존 (영어 선생님) (배우 : 해리 벤자민)

영어 못하는 영어 선생님? 알고 보니 그의 정체는 땅땅별 외계인!

## 방영 목록
| 회차            | 주제                     | 방송 일자       |
| --------------- | ------------------------ | --------------- |
| 1화             | 유치원에 간 번개맨       | 2025년 5월 10일 |
| 2화             | 번개보석은 어디에?       | 2025년 5월 17일 |
| 3화             | 반짝반짝 빛나고 싶어     | 2025년 5월 24일 |
| 4화             | 잘하지 못해도 괜찮아!    | 2025년 5월 31일 |
| 5화             | 겁이 나도 도전해 볼래!   | 2025년 6월 7일  |
| 6화             | 영웅이 되고 싶어요       | 2025년 6월 14일 |
| 7화             | 나만 1등이면 안 돼?      | 2025년 6월 21일 |
| 8화             | 번쩍! 다섯 개의 번개보석 | 2025년 6월 28일 |
| 9화             | 수상한 영어 선생님!      | 2025년 7월 5일  |
| 10화            | 번개보석검의 비밀!       | 2025년 7월 12일 |
| 11화            | 알았어! 초능력의 비밀!   | 2025년 7월 19일 |
| 12화            | 지금부터 영웅 수업!      | 2025년 7월 26일 |
| 13화            | 나는 언제 빛나게 될까?   | 2025년 8월 2일  |
| 14화            | 번개보석이 선택한 아이   | 2025년 8월 9일  |
| 15화            | 지구로 간 따가왕         | 2025년 8월 16일 |
| 16화            | 안녕, 번개맨             | 2025년 8월 23일 |
| 17화 (마지막회) | 우리는 모두 소중해!      | 2025년 8월 30일 |

## 같이 보기
- 어린이 프로그램
- 딩동댕 딩동댕
- 모여라 딩동댕